# Hổ trong văn hóa Trung Quốc
Cùng với văn hóa thế giới, văn hóa Á Đông, trong văn hóa Trung Quốc, hổ là biểu tượng của uy quyền và thanh thế, những sản phẩm xa xỉ làm từ da hổ hay rượu ngâm xương hổ là món đồ hiếm và được ưa chuộng., nó còn biểu tượng của sự dũng mãnh và võ công. Các vị tướng có sức mạnh, thiện chiến được tôn xưng danh hiệu là hổ tướng, nhiều tước hiệu của các vị tướng quân thường gắn liền với tên gọi của loài hổ như: Hổ bôn trung lang tướng, hổ uy (oai) tướng quân.... các vật dụng quân sự cũng ít nhiều gắn tên loài hổ như hổ trướng (dùng để chỉ về doanh trại của quân đội, hổ phù: vật hiệu lệnh của quân đội, Hình mặt hổ được dùng phổ biến để trang trí giáp, trụ của các quan văn, võ Hổ còn là một trong những con vật biểu tượng cho võ thuật Trung Hoa mà tiêu biểu là các võ phái Thiếu lâm Hình ý quyền, hệ phái Ngũ hình quyền, môn võ Hổ hình quyền sau này được phát triển và hoàn thiện bởi phái Hồng gia quyền.

## Tổng quan

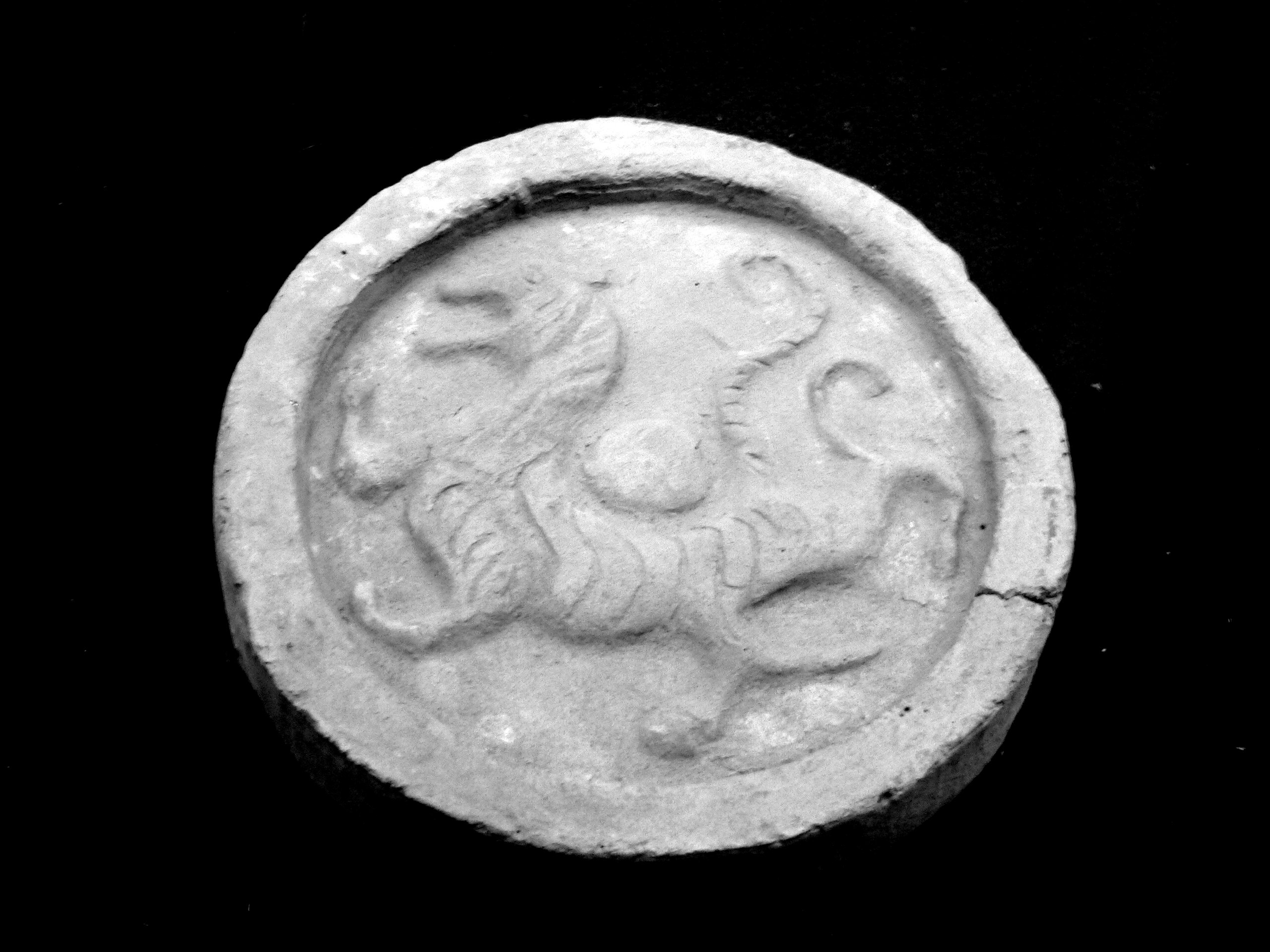
Biểu tượng của một con hổ Trung Hoa

Con hổ cũng là một con vật đặc biệt trong văn hóa Trung Quốc. Người Trung Quốc ngưỡng mộ con hổ vì nhiều lý do. Trong cuốn sách viết về các nghi lễ có từ khoảng 2.000 năm trước có viết Hổ là loài vật có ích cho con người vì chúng ăn thịt những con lợn lòi đến phá hoại mùa màng, trong cổ sử đề cao sức mạnh và dũng mãnh của hổ, nó có thể bắt lợn lòi dễ như mèo bắt chuột. Dũng mãnh, có ích và rất đẹp - những con hổ gần như đã rất hoàn hảo. Trong thời nhà Hán việc tôn thờ loài hổ trở thành một quan niệm ổn định về "Tứ Linh thú" thể hiện trên gương và các đồ đồng lễ nghi khác: Rồng, Hổ, Quy, Tước (mà sau này quen gọi là Long Ly Quy Phụng). Hổ (bạch hổ) đại diện cho quyền lực và thần linh ở phía Tây Trong văn hóa Trung Hoa, Bạch hổ (tiếng Trung: 白虎; bính âm: Bái Hǔ) là một trong tứ linh của Trung Hoa và được biết đến với tên gọi Bạch hổ Tây phương (西方白虎) đại diện cho hướng Tây và mùa Thu Con hổ cũng là biểu tượng thứ 3 trong cung hoàng đạo bao gồm 12 con vật.
Trong khoa địa lý cũng như trong thuật luyện đan Trung Quốc, hổ đối lập với rồng (Thanh long/ Bạch hổ). Năm con hổ (năm Dần) được cọi là biểu tượng của sức mạnh che chở, là những kẻ canh giữ bốn phương trời và tâm điểm, trong sử sách và trong các truyền thuyết Trung Hoa, người ta nhiều lần gọi là ngũ hổ những toán chiến binh dũng cảm bảo vệ vương quốc. Hổ trắng xuất hiện là một dấu hiệu của đức độ nhà vua. Hổ đặc biệt là một động vật của phương Bắc, của đông chí, ở đấy và vào thời điểm ấy triệt tiêu các ảnh hưởng độc hại. Nếu đôi khi nó là vật cưỡi của một tiên ông, thì đó là do bản thân nó vốn sống lâu. Ở Trung Quốc cũng có điển tích: Tam nhân thành hổ chỉ về sức mạnh của dư luận xã hội tạo thành một áp lực ghê gớm
Đặc biệt, hình tượng con hổ trong truyền thống văn hóa Trung Quốc chiếm một vị trí quan trọng, nó chỉ đứng sau con rồng. Trong Chu dịchCàn quái văn ghi chép rằng Mây từ rồng, gió từ hổ. Rồng bay trên trời, hổ đi dưới đất, rồng hổ kết hợp thành biểu tượng của sự cát tường thịnh vượng và quyền uy, là nét đặc sắc của văn hóa phong tục dân tộc mang sức sống mãnh liệt. Từ xưa con người hay dùng Long đằng hổ dược hoặc Sinh long hoạt hổ để thể hiện tinh thần và khí thế hào hùng của dân tộc Trung Hoa. Văn hoá Long Hổ đã thấm sâu vào các mặt chính trị, quân sự, y học, nghệ thuật của Trung Quốc. Cũng theo Chu dịch thì Long Hổ là càn khôn, thiên địa, âm dương, nam nữ. Đời Hán có bài Thái Sơn kính minh viết: Cưỡi Giao long, bay theo mây, bạch hổ dẫn đường thẳng lên trời xanh, được hưởng trường thọ sống lâu mãi mãi. Trong tranh khắc đá đời Hán ở Sơn Đông có khắc: Thượng hữu long hổ hàm lợi lai, bách điểu cộng trì chí tiền tài tức rồng hổ ở đây lại trở thành thần tài…